# Æthelred II dell'Anglia orientale
Aethelred II o Æthelred (fl. IX secolo) fu un re dell'Anglia orientale.
Non esistono prove testuali del suo regno, ma quelle numismatiche lo datano negli anni 870 similmente a quello di Oswald.